# Джейхан Ибрямов
Джейхан Хасанов Ибрямов е български политолог, кинезитерапевт и политик, народен представител от парламентарната група на ДПС в XLIII, XLIV, XLV, XLVI, XLVII народно събрание, XLVII, XLIX, L и LI народно събрание . Член на ЦОБ и ЦС на Движението за права и свободи. Бил е зам.-министър в Министерството на инвестиционното проектиране.

## Биография
Джейхан Ибрямов е роден на 28 януари 1977 г. в град Търговище, Народна република България. Висшето си образование завършва в Нов български университет със специалност „Политология“ (магистър) и НСА „Васил Левски“ със специалност „Кинезитерапия” (магистър).
През 2002 г. става член на ДПС, през 2006 г. става заместник-председател на младежката организация на ДПС, а през 2009 г. и неин председател. През 2010 г. се жени за Биршен, която е секретарка в партията.